# Káldi Gyula (labdarúgó)
Káldi Gyula (1926. január 11. – 1958. május 20.) labdarúgó, hátvéd.

## Pályafutása
1947 és 1949 között a Ferencvárosi TC labdarúgója volt.
Az élvonalban 1947. április 20-án mutatkozott a Perecesi TK ellen, ahol csapata 3–0-s vereséget szenvedett. 1949 és 1950 között a Dorog csapatában játszott. Az élvonalban összesen 32 mérkőzésen szerepelt.

## Sikerei, díjai
- Magyar bajnokság
  - 5.: 1950-ősz